# 埃爾卡米諾 (加利福尼亞州)
埃爾卡米諾（英語：El Camino）是位於美國加利福尼亞州蒂黑馬縣的一個人口普查指定地區。

## 地理
埃爾卡米諾的座標為40°02′28″N 122°10′14″W / 40.04111°N 122.17056°W，而該地最高點為海拔高度955米（即3133英尺）。

## 人口
根據2010年美國人口普查的數據，埃爾卡米諾的面積為5.00平方千米，當中陸地面積為5.00平方千米，而水域面積為5.00平方千米。當地共有人口500人，而人口密度為每平方千米100人。